# 费雷鲁斯
费雷鲁斯是巴西伯南布哥州的一个市镇。总面积74平方公里，总人口11064人，人口密度149.5人/平方公里。